# 約翰·比靈斯利
約翰·比靈斯利（John Billingsley，1960年5月20日—）是美國的一位演員。他最著名的作品是在星艦前傳中飾演Doctor Phlox角色。